# بامزار (كوه بنج)
بامزار (بالفارسية: پامزار) هي قرية تقع في إيران في البلدة المركزية. يقدر عدد سكانها بـ 61 نسمة .